# L'oiseau et l'enfant
L'oiseau et l'enfant (Nederlands: De vogel en het kind) is een lied uit 1977 van de Franse zangeres Marie Myriam. Het werd gecomponeerd door Jean-Paul Cara en de tekst werd geschreven door Joe Gracy.
Met dit lied won Frankrijk in 1977 het Eurovisiesongfestival.

## Achtergrond
L'oiseau et l'enfant is een midtempo chanson en een ode aan de vrede. Het lied heeft een poëtische tekst waarin gezongen wordt over een meisje dat in ellende leeft, maar zich bij het zien van een vogel verwondert en zich voorstelt dat zij samen de wereld zouden kunnen veranderen. De vogel (een vredesduif) en het kind vertegenwoordigen beide de schoonheid en onschuld van de wereld, te midden van al haar leed. Het meisje droomt dat haar land de liefde zal vinden. Het refrein luidt: L'amour c'est toi, l'amour c'est moi, l'oiseau c'est toi, l'enfant c'est moi (Nederlands: De liefde ben jij, de liefde ben ik, de vogel ben jij, het kind ben ik).

### Eurovisiesongfestival 1977
L'oiseau et l'enfant was in 1977 een van de deelnemende liedjes aan de Franse nationale voorronde voor het Eurovisiesongfestival. Deze selectie bestond uit twee halve finales en een finale, die Marie Myriam uiteindelijk met duidelijke voorsprong won van Corinne Colbert. Daarmee werd de zangeres uitverkoren om naar het Eurovisiesongfestival in Londen te gaan.
De 22ste editie van het Eurovisiesongfestival vond plaats op 7 mei 1977, één dag voor Myriams twintigste verjaardag. Myriam was als laatste van achttien deelnemers aan de beurt. Ze stond op het podium in een opvallende oranje jurk en werd bijgestaan door een vijfkoppig achtergrondkoor. Dirigent Raymond Donnez begeleidde het orkest. Bij de puntentelling gaven alle landen punten aan de Franse inzending; Duitsland, Finland en Zwitserland hadden er zelfs hun maximumaantal van twaalf punten voor over. Myriam eindigde uiteindelijk bovenaan met een totaalscore van 136 punten, vijftien punten meer dan Lynsey de Paul en Mike Moran uit het Verenigd Koninkrijk. Het betekende in totaal de vijfde (en tot nog toe laatste) Franse songfestivaloverwinning.

## Hitlijsten
Na de songfestivalwinst groeide L'oiseau et l'enfant uit tot een internationale hit. Behalve in Frankrijk zelf werd het ook een top 10-succes in België, Zweden en Zwitserland. Tevens stond de single genoteerd in de Duitse, Britse en Oostenrijkse hitlijsten. In de Nederlandse Top 40 behaalde Marie Myriam de 17de plaats.

### Nederlandse Top 40
| Positie: | 33 | 18 | 17 | 28 | 35 | uit |

## Covers
L'oiseau et l'enfant werd diverse malen en door uiteenlopende artiesten gecoverd.  Zelf nam Marie Myriam het nummer, naast de originele Franstalige versie, ook op in het Engels (The bird and the child), het Duits (Der Vogel und das Mädchen), het Spaans (El zagal y el ave azul) en in haar moedertaal, het Portugees (A ave e a infância). Andere versies en vertalingen zijn onder meer:
- Antwerps: Adam en Eva (De Strangers)
- Deens: Fuglen og barnet (Birthe Kjær)
- Engels: The bird and the child (Gracie Rivera / Folk '77)
- Estisch: Lind ja laps (Heli Lääts)
- Fins: Lintu ja lapsi (Katri Helena / Merja Rantamäki / José Kuusisto / Eija Sinikka / Leni)
- Frans: L'oiseau et l'enfant (Vox Angeli / Kids United / Karol / Paul de Leeuw)
- Noors: Vår sommer (Hans Petter Hansen)
- Portugees: A ave e a criança (Clemente) / A ave e a infância (Grupo Música)
- Portugees en Frans: L'oiseau et l'enfant - Uma criança (Tony Carreira en Lisa Angell)
- Spaans: Tu amor se va, mi amor no esta (Mirla Castellanos)
- Zweeds: Skygg som fågeln inför handen (Birgitta Sundström)
- Instrumentaal: Jean-Claude Borelly / Caravelli / Georges Jouvin / Paul Mauriat

1956: Refrain · 
1957: Net als toen · 
1958: Dors, mon amour · 
1959: 'n Beetje · 
1960: Tom Pillibi · 
1961: Nous les amoureux · 
1962: Un premier amour · 
1963: Dansevise · 
1964: Non ho l'età · 
1965: Poupée de cire, poupée de son · 
1966: Merci, chérie · 
1967: Puppet on a string · 
1968: La la la · 
1969: Un jour, un enfant, De troubadour, Vivo cantando, Boom bang-a-bang · 
1970: All kinds of everything · 
1971: Un banc, un arbre, une rue · 
1972: Après toi · 
1973: Tu te reconnaîtras · 
1974: Waterloo · 
1975: Ding-a-dong · 
1976: Save your kisses for me · 
1977: L'oiseau et l'enfant · 
1978: A-ba-ni-bi · 
1979: Hallelujah · 
1980: What's another year · 
1981: Making your mind up · 
1982: Ein bißchen Frieden · 
1983: Si la vie est cadeau · 
1984: Diggi-loo diggi-ley · 
1985: La det swinge · 
1986: J'aime la vie · 
1987: Hold me now · 
1988: Ne partez pas sans moi · 
1989: Rock me · 
1990: Insieme: 1992 · 
1991: Fångad av en stormvind · 
1992: Why me? · 
1993: In your eyes · 
1994: Rock 'n' roll kids · 
1995: Nocturne · 
1996: The voice · 
1997: Love shine a light · 
1998: Diva · 
1999: Take me to your heaven · 
2000: Fly on the wings of love · 
2001: Everybody · 
2002: I wanna · 
2003: Everyway that I can · 
2004: Wild dances · 
2005: My number one · 
2006: Hard rock hallelujah · 
2007: Molitva · 
2008: Believe · 
2009: Fairytale · 
2010: Satellite · 
2011: Running scared · 
2012: Euphoria · 
2013: Only teardrops · 
2014: Rise like a phoenix · 
2015: Heroes · 
2016: 1944 · 
2017: Amar pelos dois · 
2018: Toy · 
2019: Arcade · 
2021: Zitti e buoni · 
2022: Stefania · 
2023: Tattoo · 
2024: The code